# Tonight Again
是澳大利亚男歌手蓋·賽巴斯汀的歌曲，由蓋·賽巴斯汀、大衛·萊恩·哈里斯（David Ryan Harris）、路易·舒爾（Louis Schoorl）共同創作，單曲於2015年4月7日透過澳洲索尼音樂發行。
歌曲在澳大利亚唱片业协会單曲榜上排名12，在本地年度單曲榜上排名39名，並以等價銷售超過3萬5千張獲得澳大利亚唱片业协会金唱片認證。代表澳大利亚參加在奧地利維也納舉辦的2015年歐洲歌唱大賽，最終以196分排名第5。

## 製作與發行
由蓋·賽巴斯汀、大衛·萊恩·哈里斯（David Ryan Harris）、路易·舒爾（Louis Schoorl）共同創作，歌曲時長3分23秒，每分鐘106拍以c小調創作，賽巴斯汀的演唱音域位在C4至C6之間。這是首当代节奏布鲁斯歌曲，聽起來像是、的風格。本作僅耗費48小時完成創作、錄製、混音和母帶製作，賽巴斯汀表示：「大家都有過不想結束的時刻，所以我寫了一首關於這種感覺的歌曲，讓大家都能體驗這瞬間」。
歌曲首度公布於2015年3月16日，單曲在4月7日經由澳洲索尼音樂發行，隔天釋出其歐洲歌唱大賽版，德國索尼音樂於2015年5月22日推出收錄的單曲。還作為加曲被收錄至個人第8張錄音室專輯《癡心瘋狂》的歐版中。

## 歐洲歌唱大賽

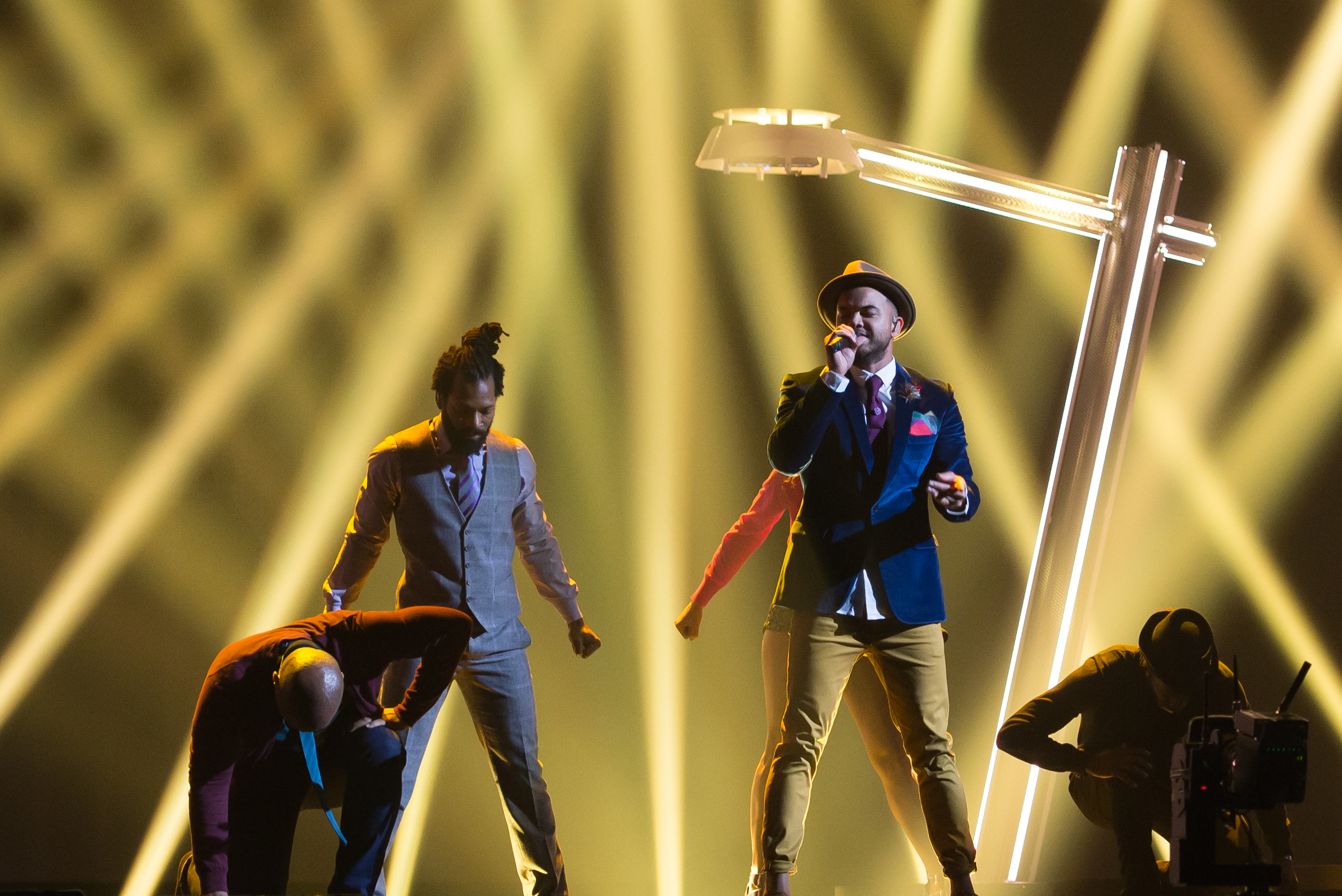
蓋·賽巴斯汀在2015年歐洲歌唱大賽

為慶祝歐洲歌唱大賽60周年，澳大利亚獲邀參與2015年歐洲歌唱大賽，特别广播服务公司（SBS）派出蓋·賽巴斯汀和歌曲參賽。本屆歐洲歌唱大賽於奥地利維也納维也纳体育馆舉行，決賽於2022年5月23日舉行，賽巴斯汀被安排在第12位演出。
賽巴斯汀和舞伴在六盞路燈間盡情唱歌跳舞，隨著歌曲進行，身後顯示道路的大型LED螢幕變成都市夜景。在最後，舞台閃耀著金光，並設出絢爛的煙火。德國《明鏡》的安雅·鲁特兹（Anja Rützel）吐槽賽巴斯汀穿著的肉色緊身褲仿佛某種不穿褲子的行為藝術。決賽當天以196分排在第5名。

## 專業評價
《紐約郵報》和《雪梨晨鋒報》分別將其列入「最精采時刻」和「五大最佳作品」之一。《英國》的考希克·雷（Kaushik Ray）將評為今年比賽最好的作品之一。從外表看，這是首現代且朗朗上口的流行歌曲，但內在卻有著令人振奮的歌詞和歌聲。《獨立報》的基蘭·穆德利（Kiran Moodley）稱本作優秀可靠，就算登上英國單曲前十也不意外。來自的卡羅琳·威斯布魯克（Caroline Westbrook）給予歌曲好評，稱讚它有趣、洗腦，其現代化的快節奏在今年獨樹一職。克萊姆·巴斯托（Clem Bastow）為《衛報》撰文時稱贏面不大，歌曲給人的感覺過時還很薄弱。考慮到賽巴斯汀擅長催淚抒情，澳洲大可派出兒童合唱團跟著合唱，畢竟這可是歐洲歌唱大賽。
德國《亮点》的延斯·迈尔（Jens Maier）表示歌曲的確有火星人布魯諾和賈斯汀·提姆布萊克的感覺，可惜薩克斯風用得太謹慎，不然憑藉優異的歌聲肯定會變成大熱門。德國《明鏡》的菲利克斯·拜爾（Felix Bayer）覺得歐洲人的品味很糟，不認為這首還行的平淡作品能擔當比賽熱門人選。《南德意志報》稱是首不錯的冠軍相作品。Wiwibloggs根據內部評審團評價給予歌曲7.54/10分，評審團認為這是首有趣、歡快且容易跳舞的歌曲，配上賽巴斯汀富有感染力的歌聲，不用擔心被埋沒在一眾抒情歌曲中。

## 曲目列表
| 一般版。 | 一般版。      | 一般版。 |
| 曲序     | 曲目          | 时长     |
| -------- | ------------- | -------- |
| 1.       | Tonight Again | 3:23     |

| 歐洲歌唱大賽版 | 歐洲歌唱大賽版              | 歐洲歌唱大賽版 |
| 曲序           | 曲目                        | 时长           |
| -------------- | --------------------------- | -------------- |
| 1.             | Tonight Again（Short Edit） | 2:55           |

| 德國單曲 | 德國單曲                         | 德國單曲 |
| 曲序     | 曲目                             | 时长     |
| -------- | -------------------------------- | -------- |
| 1.       | Tonight Again                    | 3:24     |
| 2.       | Mama Ain't Proud（2 Chainz客串） | 3:45     |

## 參與名單
來源：Tidal
- 蓋·賽巴斯汀 – 詞曲創作、聯合演出、背景和聲
- 大衛·萊恩·哈里斯（David Ryan Harris） – 詞曲創作、背景和聲、吉他
- 路易·舒爾（Louis Schoorl） – 製作人、詞曲創作、背景和聲、混音工程
- 邦尼·基南（Bonnie Keenan） – 背景和聲
- – 背景和聲
- 喬治·喬治亞迪斯（George Georgiadis） – 背景和聲、工程師
- 儒勒·賽巴斯汀（Jules Sebastian） – 背景和聲
- 亞當·維塔拉（Adam Ventoura） – 貝斯
- 特雷帕伊·里士满（Terepai Richmond） – 鼓
- 馬修·奧蒂格農（Matthew Ottignon） – Horn
- 莱昂·泽尔沃斯（英语：Leon Zervos） – 母帶工程
- 温迪·安格拉尼（Wendy Anggerani） – 鋼琴
- 本·古里安（Ben Gurton） – Trombone
- 提姆·克羅（Tim Crow） – Trumpet

## 榜單表現
| 排行榜（2015年）                     | 排名 |
| ------------------------------------ | ---- |
| 澳大利亚（澳大利亚唱片业协会單曲榜） | 12   |
| 奧地利（Ö3四十強單曲榜）             | 16   |
| 比利时佛兰德（Ultratip）             | 28   |
| 比利時瓦隆（Ultratip）               | 34   |
| 獨立國協（Tophit電台榜）             | 157  |
| 德國（德國官方單曲榜）               | 44   |
| 冰島（Tonlist）                      | 6    |
| 冰島（RÚV）                          | 24   |
| 荷蘭（百大單曲榜）                   | 71   |
| 瑞典（瑞典最熱榜）                   | 22   |
| 瑞士（瑞士热门音乐榜）               | 47   |
| 英國（官方榜单公司單曲榜）           | 178  |

| 榜單（2015年）                           | 排名 |
| ---------------------------------------- | ---- |
| 澳大利亚（澳大利亚唱片业协会澳洲單曲榜） | 39   |

| 國家或地區                                         | 認證 | 認證單位/銷量 |
| -------------------------------------------------- | ---- | ------------- |
| 澳大利亚（澳大利亚唱片业协会）                     | 金   | 35,000‡       |
| 瑞典（瑞典唱片業協會）                             | 金   | 20,000^       |
| - ‡僅含認證的串流媒體+實際銷量 - ^僅含認證的出貨量 |      |               |

## 外部連結
- YouTube上的蓋·賽巴斯汀在決賽的演出